# Historiepolisen
Historiepolisen var en TV-serie om historia producerad av UR 2008, som sändes i Barnkanalen under perioden 31 mars-2 juni 2009.  De tio programmen var tio minuter långa och vände sig till elever i årskurs 4–6. I varje program togs en historisk person in till förhör hos polisens historiska avdelning, anhållna för att ha stulit identiteten av den historiska personen. Det gällde för dem att bevisa för polisen att de verkligen var dessa historiska personer. 

## Avsnitt i serien
1. Leif Eriksson
2. Heliga Birgitta
3. Drottning Margareta
4. Gustav Vasa
5. Drottning Kristina
6. Sophia Elisabet Brenner
7. Jonas Alströmer
8. Anders Celsius
9. Eva Ekeblad
10. Carl Michael Bellman

### Fotnoter
1. ↑  Historiepolisen, eftertexter.[källa från Wikidata]
2. ↑  ”Svensk mediedatabas”. http://smdb.kb.se/catalog/search?q=Historiepolisen+typ%3Atv&sort=OLDEST. Läst 1 april 2011.